# (6558) Norizuki
(6558) Norizuki (1991 GZ) – planetoida z pasa głównego asteroid okrążająca Słońce w ciągu 3,41 lat w średniej odległości 2,26 j.a. Odkryta 14 kwietnia 1991 roku.